# Гуничев, Егор Максимович
Его́р Макси́мович Гуни́чев (укр. Єгор Максимович Гунічев; род. 31 декабря 2003, Славянск, Донецкая область) — украинский футболист, нападающий клуба «Минай».

## Клубная карьера
Родился в городе Славянск Донецкой области. В ДЮФЛУ с 2016 по 2019 год выступал за Колледж имени Сергея Бубки, а с 2019 года защищал цвета «Краматорска». Летом 2020 года переведён в первую команду «горожан». В футболке «Краматорска» дебютировал 5 августа 2020 в проигранном (1:2) домашнем поединке 1-го тура Первой лиги Украины против одесского «Черноморца». Егор вышел на поле на 90-й минуте, заменив Андрея Сорокина. Первым голом в профессиональном футболе отличился 16 мая 2021 года на 77-й минуте победного (2:1) выездного поединка 26-го тура Первой лиги Украины против житомирского «Полесья». Гуничев вышел на поле на 75-й минуте, заменив Дениса Скотаренко.

## Карьера в сборной
В начале октября 2021 года Владимир Езерский впервые вызвал Егора Гуничев в юношескую сборную Украины (U-19). В футболке юношеской сборной Украины U-19 дебютировал 6 октября 2021 года в победном (4:2) домашнем поединке квалификации чемпионата Европы 2022 против Мальты. Егор вышел на поле в стартовом составе, а на 46-й минуте его заменил Артур Микитишин.